# T. Mészáros András
T. Mészáros András (Jászkisér, 1954. július 4. –) magyar politikus, 2006 és 2019 között Érd polgármestere.

## Életpályája
1954-ben született Jászkiséren, a jászság egyetlen református falujában, 1965 óta él Érden. Nős, két gyermek édesapja (Napsugár és Kisherceg). Gyermekei érdekes neveinek engedélyezéséért a Belügyminisztériummal is vitában állt.
Érettségi után (érdi Vörösmarty Mihály Gimnázium, 1973) fényképésznek tanult. 1986-ban elvégezte a Kandó Kálmán Műszaki Főiskolán indított Felsőfokú Alkalmazott Fotográfusi képzést, s még ez évben a Művészeti Alap tagja lett. Diplomáját a Corvinus Egyetem Közigazgatástudományi Karán, igazgatásszervező szakon szerezte.
2023. október 4-én, gondatlanságból elkövetett veszélyeztetés vétségében bűnösnek vallotta magát. A vád szerint bűntársával együtt tudatosan úgy nyitották meg a látogatók számára az érdi papi földeken épült játszóteret, hogy az még nem készült el, aminek eredményeképpen egy kisgyerek megsérült játék közben.

## Politikai pályája
1989-től politizál. 1990-ben a Pest megyei 8. számú választókerület Diósd–Százhalombatta–Érd fideszes országgyűlési képviselő-jelöltje volt. Az 1990. évi önkormányzati választást követően Érd alpolgármesterévé választották (1990–1994). 1994-ben a Pest Megyei Közgyűlés tagja lett, ahol 1998-ig az Önkormányzati Bizottság elnöke volt, 1998 októbere és 2002 októbere között a Közgyűlés elnöke, 2002 októberétől pedig a Fidesz-frakció vezetője. 2002-ben ismét tagja lett az érdi képviselő-testületnek is. A 2006. évi önkormányzati választáson Érd megyei jogú város polgármesterévé választották, s a választók 2010-ben, majd 2014-ben újraválasztották e tisztségbe.
2001-ben az elsők között kezdeményezte Pest megye önálló régióvá válását. 
Érdi polgármestersége alatt a város mintegy 50 milliárd forintos uniós pályázati forrást nyert el, amelynek révén egyebek mellett teljesen csatornázottá vált a város, megújult a Főtér, új gimnázium kezdte meg működését, új óvodák épültek, megnyitotta kapuit a város kiállítóterme, az Érdi Galéria, megújult és kibővült a járóbeteg-szakellátó intézmény és megnyílt az Érd Aréna városi sportcsarnok és uszoda.[forrás?] 
2015-ben, a kormánnyal kötött megállapodás révén, a Modern Városok Program keretében Érd öt évre 40 milliárd forintos fejlesztési lehetőséghez jutott. 
A 2019. évi önkormányzati választáson alulmaradt a Fidesszel szembeni összefogás színeiben induló Csőzik Lászlóval szemben.